# Revitalizovaná ramena Labe v Mošnici
V areálu Národního hřebčína Kladruby nad Labem se nalézá přírodní park Mošnice s odstavenými rameny řeky Labe po provedené regulaci Labe v 20. letech 20. století.
V letech 2006 - 2008 byla provedena revitalizace těchto odstavených říčních ramen a jejich zprůtočnění pomocí propojujících vodních toků. Potřebná voda pro tuto revitalizaci se odebírá z Opatovického kanálu u Semína v množství cca 50 l/s a pomocí Kladrubského náhonu se přivádí k těmto odstaveným ramenům. Celková plocha revitalizovaných říčních ramen v rámci této akce činila 45 285 m².

## Galerie

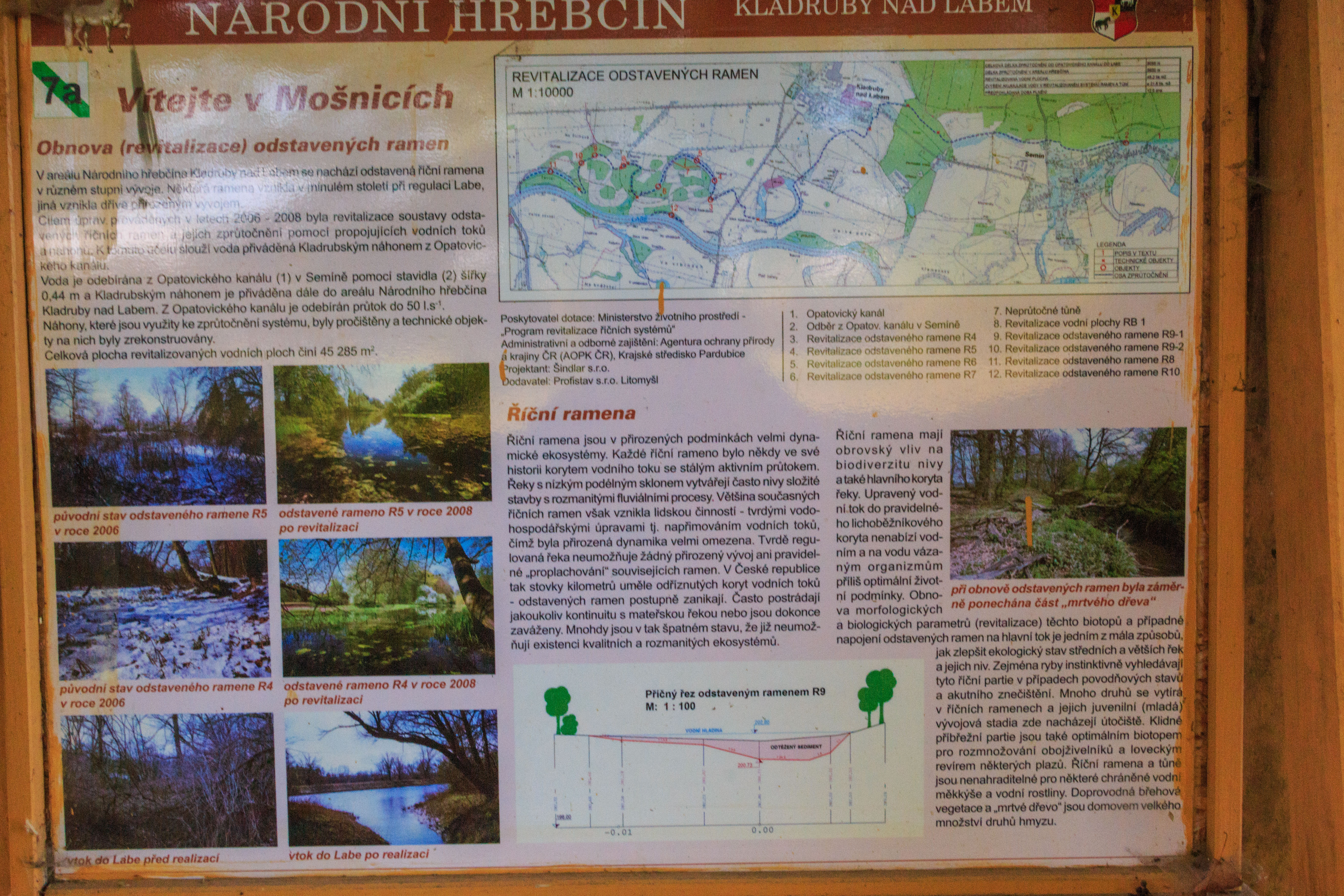
infotabule o revitalizaci říčních ramen
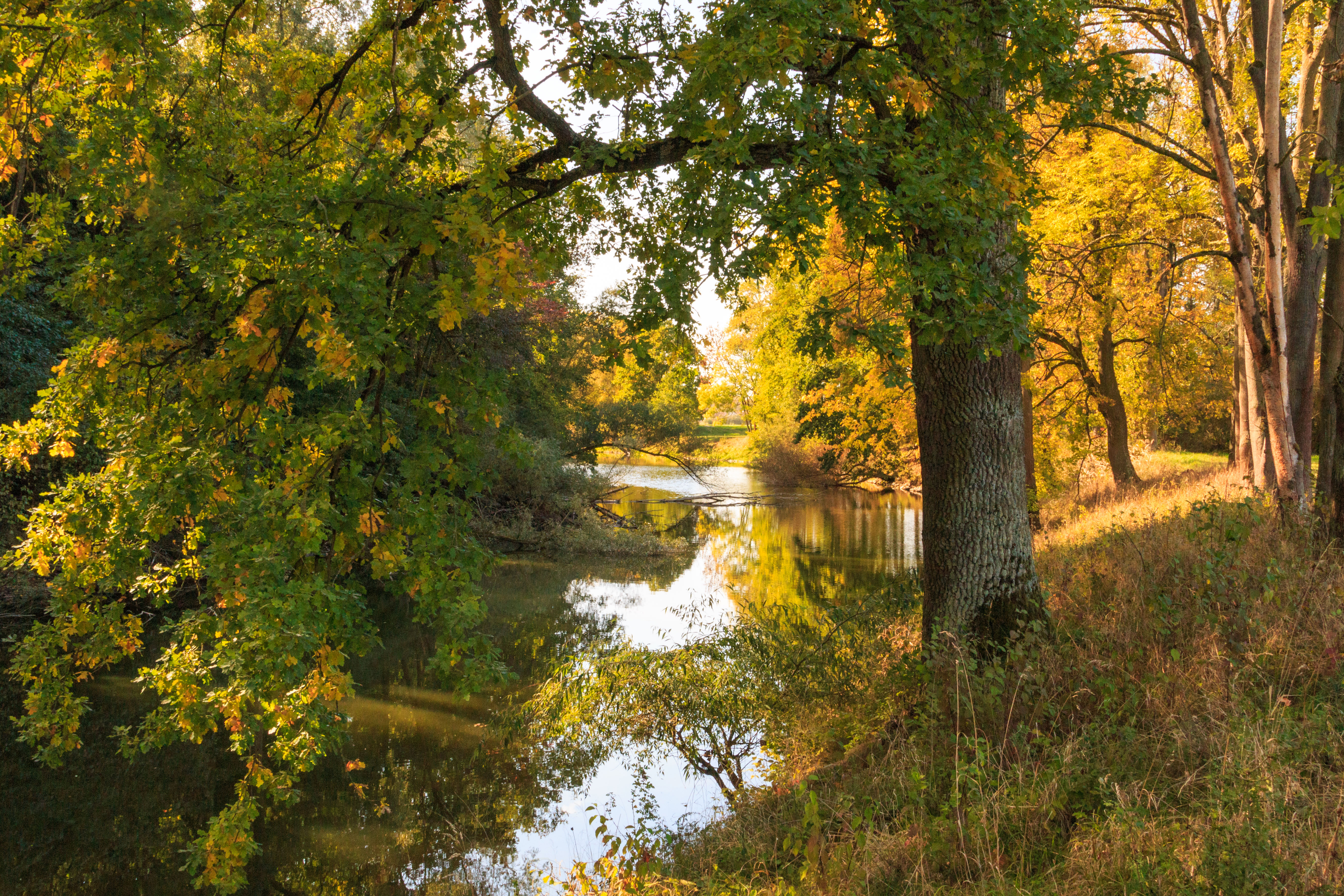
Revitalizovaná ramena Labe v Mošnici
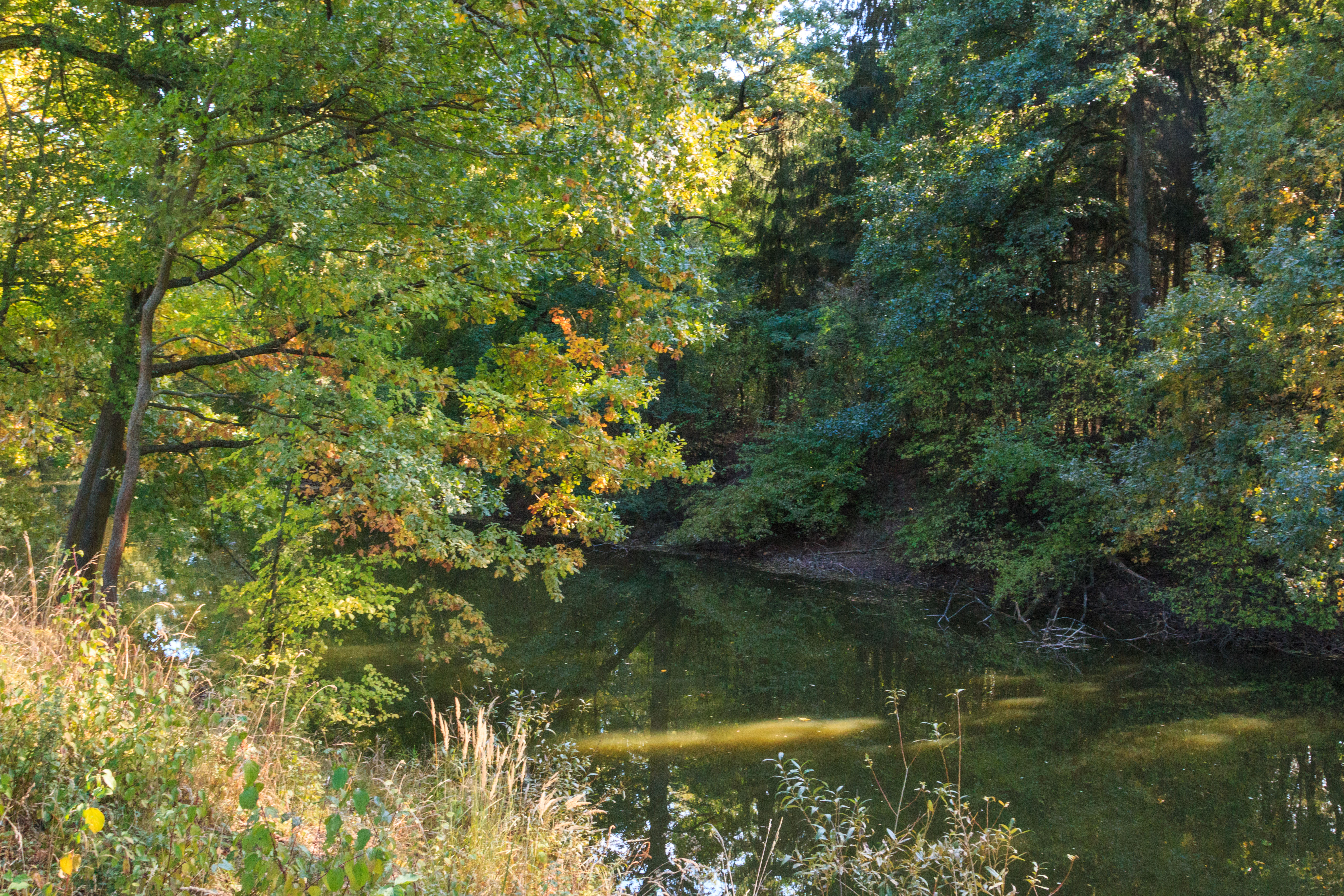
Revitalizovaná ramena Labe v Mošnici
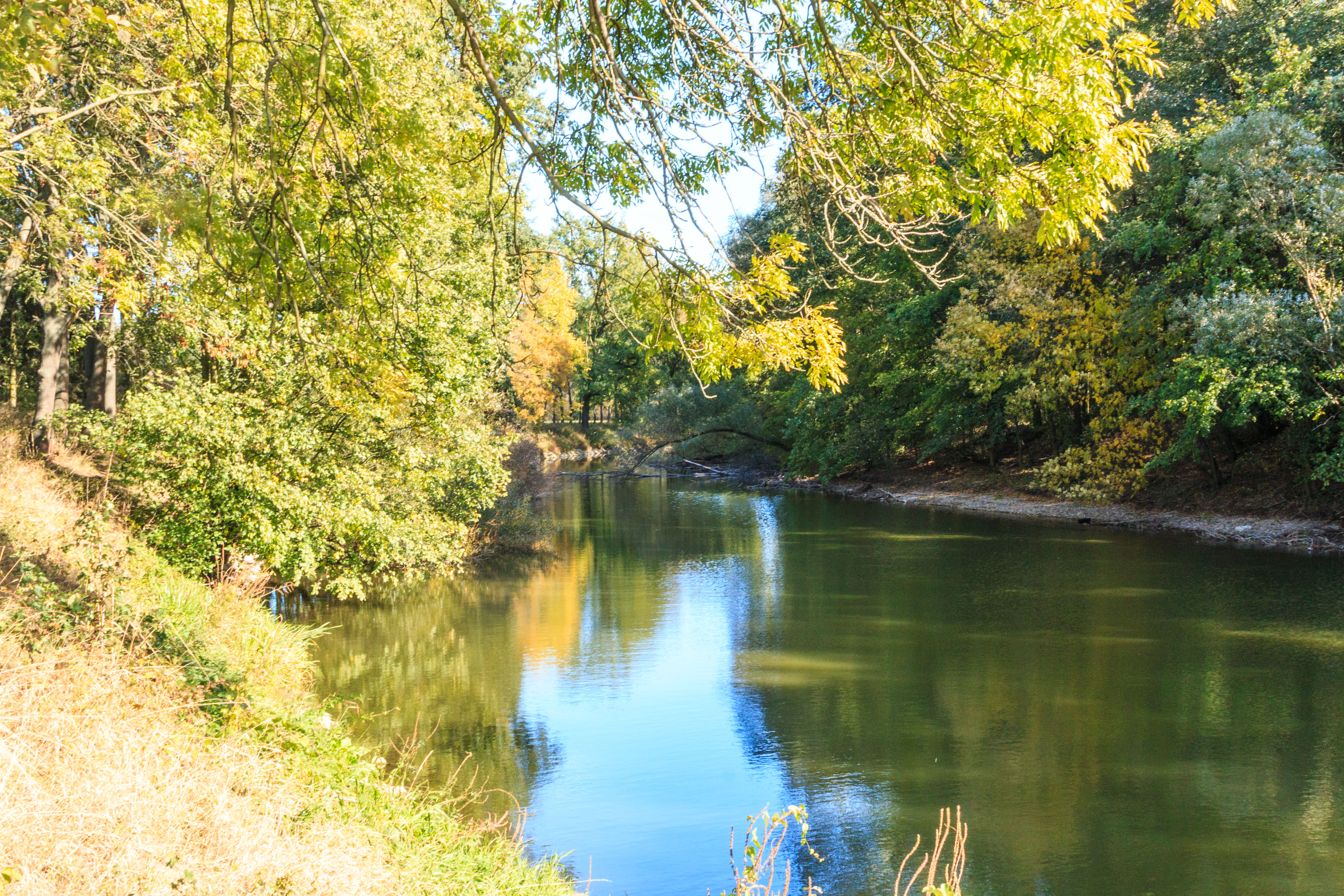
Revitalizovaná ramena Labe v Mošnici
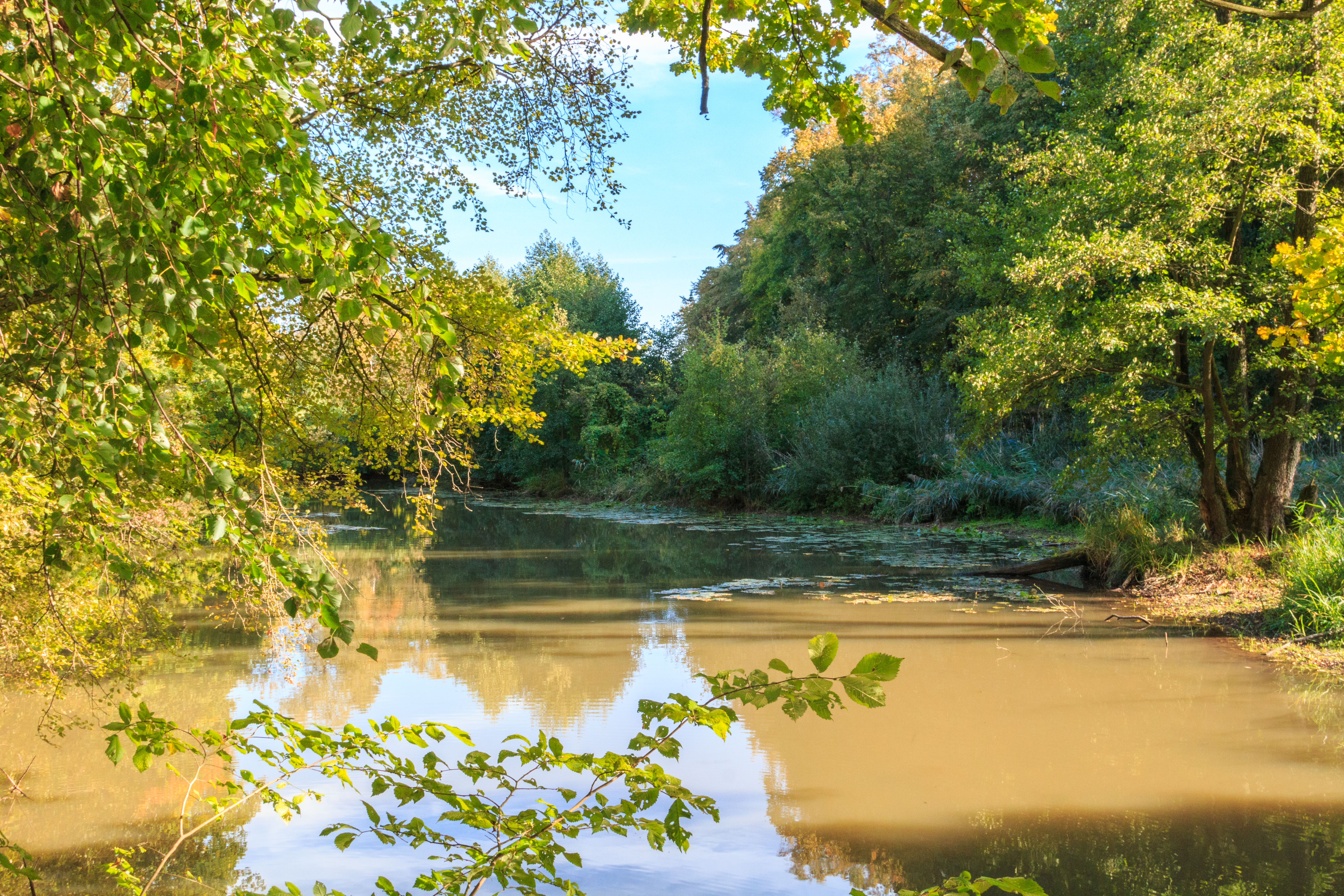
Revitalizovaná ramena Labe v Mošnici